# Vysokorychlostní trať Kuej-jang – Kanton
Vysokorychlostní trať Kuej-jang – Kanton (čínsky v českém přepisu kuej-jang kuang-čou kao-su tchie-lu, pchin-jinem guìyáng guǎngzhōu gāosù tiělù, znaky zjednodušené 贵阳广州高速铁路), zkráceně VRT Kuej-kuang (čínsky v českém přepisu kuej-kuang kao-tchie, pchin-jinem guìguǎng gāotiě, znaky zjednodušené 贵广高铁), také známá jako Zvláštní osobní trať Kuej-kuang (čínsky v českém přepisu kuej-kuang kche-jün čuan-sien, pchin-jinem guìguǎng kèyùn zhuānxiàn, znaky zjednodušené 贵广客运专线) je dvoukolejná elektrifikovaná vysokorychlostní trať v Číně spojující Kanton, hlavní město provincie Kuang-tung, a Kuej-jang, hlavní město provincie Kuej-čou. 
Celková délka trati je 857 km a do provozu byla uvedena v prosinci 2014.
Trať je v rámci čínské vysokorychlostní železniční sítě součást koridoru Lan-čou (Si-ning) – Kanton.

## Historie
Výstavba trati začala v roce 2008 a byla dokončena po šesti letech, 21. prosince 2014. Do provozu byla uvedena 26. prosince 2014.
Celková cena projektu byla přibližně 90 mld. jüanů (~14 mld. USD; ~330 mld. CZK).

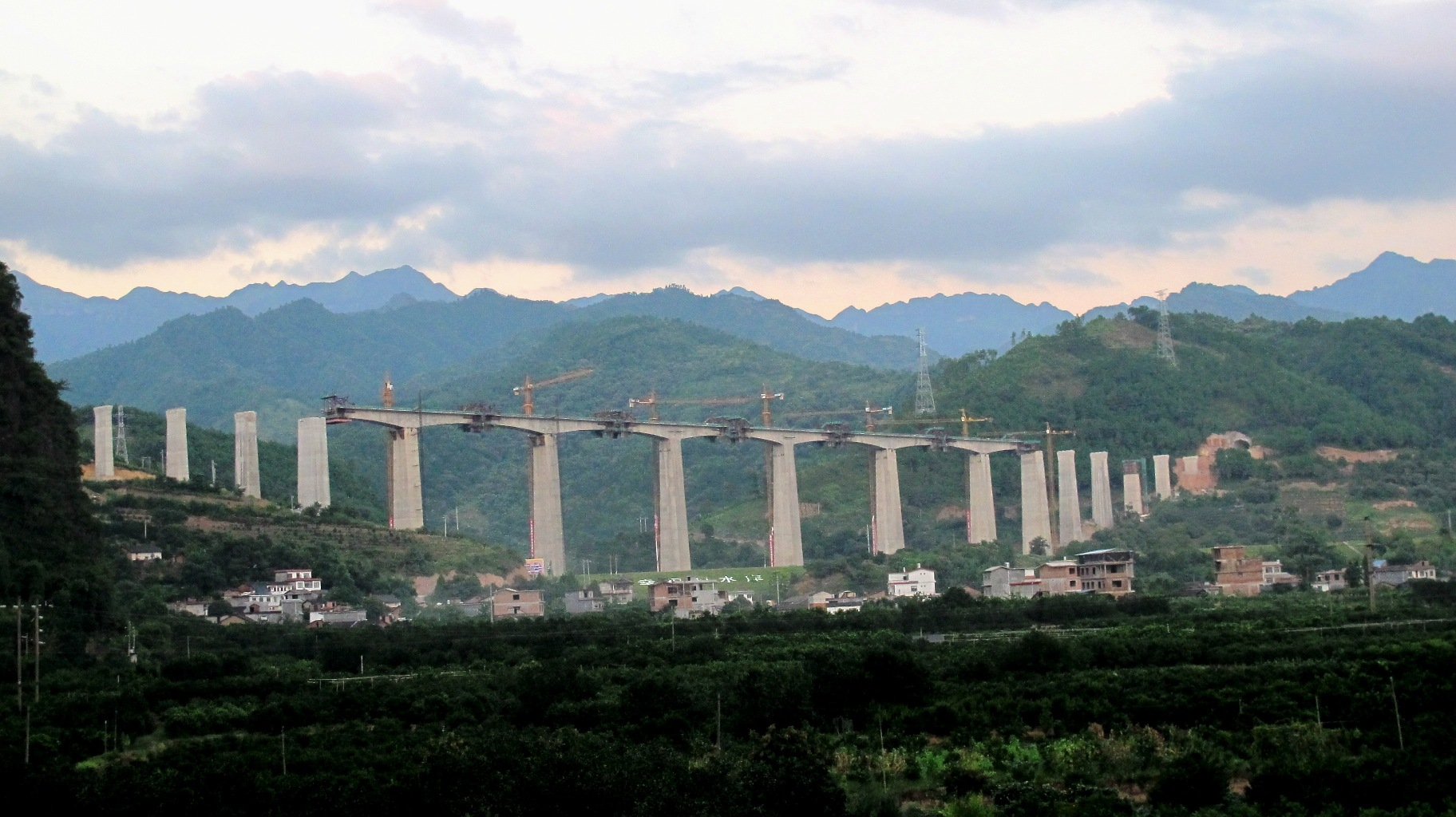
Stavba železničního viaduktu u vodní nádrže Sing-pching v okrese Jang-šuo v Kuej-linu, srpen 2013.

### Nehoda 4. června 2022
4. června 2022 v 10:30 došlo na trati poblíž železničního nádraží v Žung-ťiangu v provincii Kuej-čou k nehodě, při které vlak vyjíždějící z tunelu narazil do zeminy ležící na trati v důsledku sesuvu půdy ze svahu vedle železnice. Strojvedoucí aktivoval nouzové brzdy během pěti sekund po zjištění abnormality na trati, přičemž vlak následně urazil ještě dalších více než 900 metrů. Dva vagony během nehody vykolejily. Strojvedoucí Jang Jung byl při nehodě zabit, osm cestujících a personálu bylo zraněno. Ve vlaku v tu dobu bylo přes 140 cestujících.

## Trať
Trať začíná v Kuej-jangu a pokračuje na jihovýchod přes Lung-li, Kuej-ting, Tu-jün, San-tu, Žung-ťiang a Cchung-ťiang v provincii Kuej-čou, dále San-ťiang, Kuej-lin, Jang-šuo, Kung-čcheng, Čung-šan a Che-čou v autonomní oblasti Kuang-si, a poté Chuaj-ťi, Kuang-ning, Čao-čching a Fo-šan až do Kantonu, hlavního města Kuang-tungu a metropole delty Perlové řeky.
Celková délka trati je 857 km. Vzhledem k hornatému terénu a četným krasovým jevům v regionu je 458 km trati vedeno skrze 238 tunelů, z nichž 9 je dlouhých více než 10 km a dva více než 14 km. Celkem 220 km trati je vedeno skrze krasové oblasti. Díky využití technologií tlumící nárazy a vibrace mohou vlaky jet i v tunelech rychlostí 250 km/h.
Doby cesty mezi Kuej-jangem, hlavní městem provincie Kuej-čou, a Kantonem, hlavního města Kuang-tungu díky trati zkrátila z 21 hodin na 4 hodiny a 9 minut.

V rámci čínské vysokorychlostní železniční sítě je trať součástí koridoru Lan-čou (Si-ning) – Kanton.

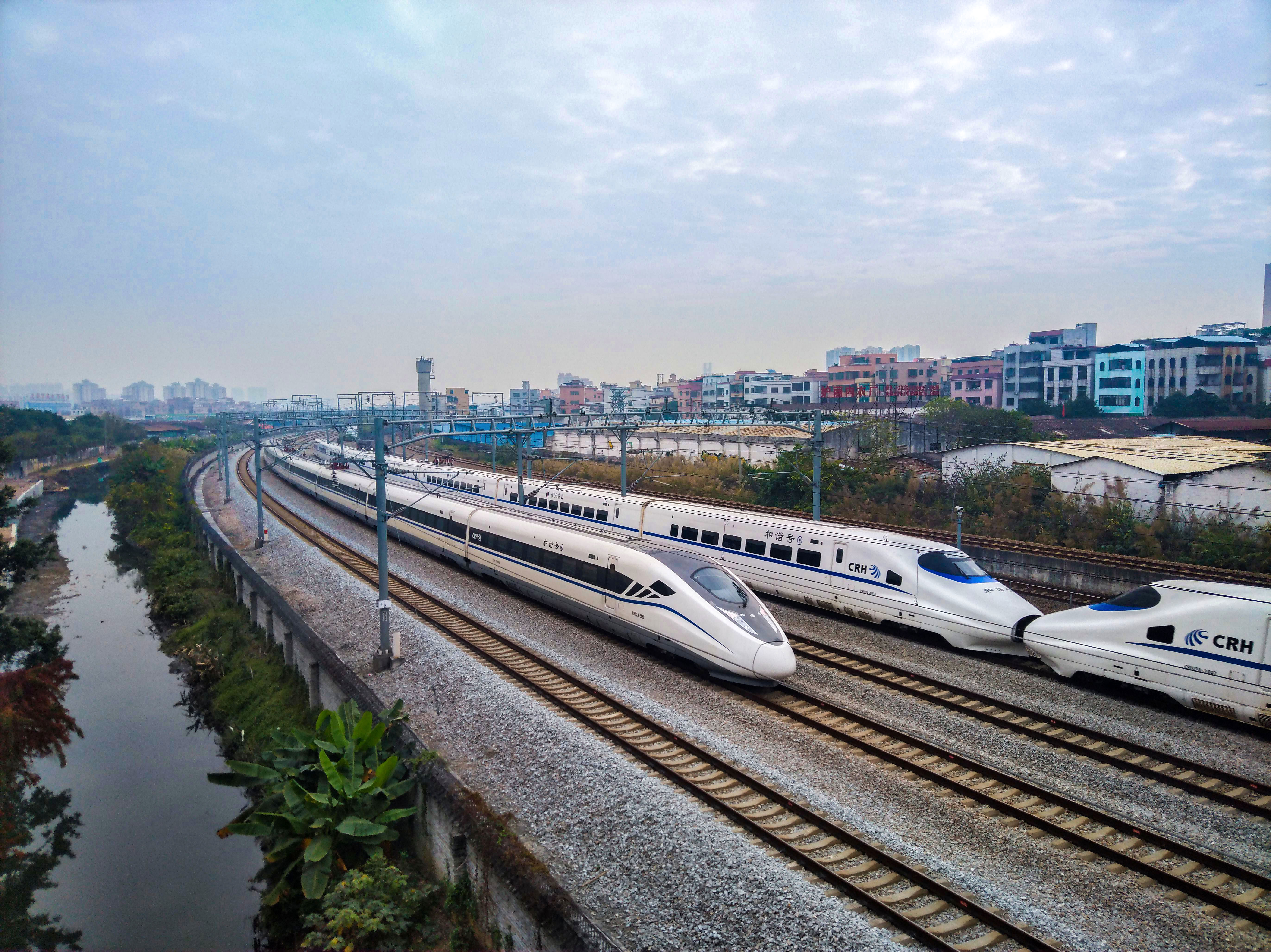
CRH2A-2460 na trati ve Fo-šanu
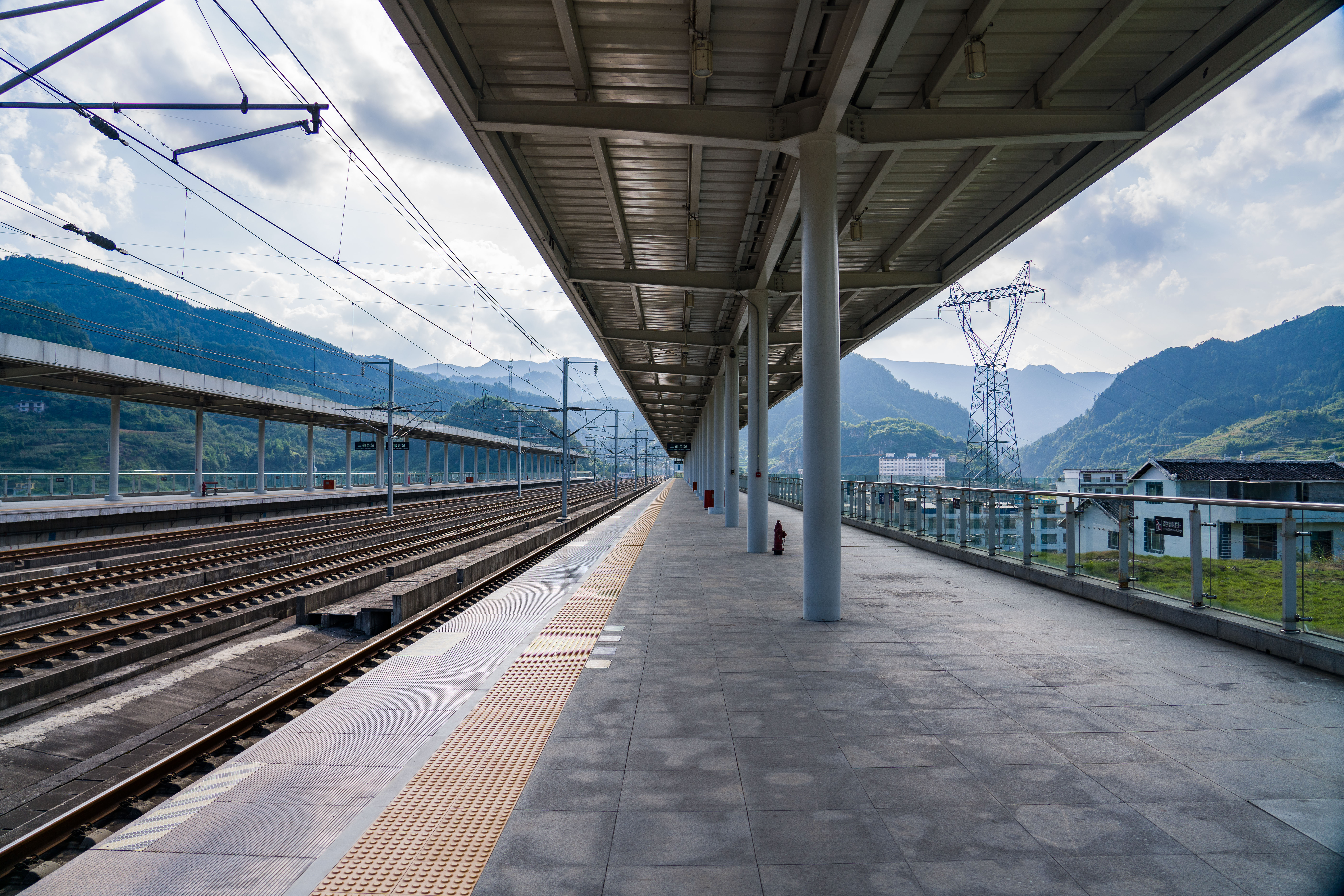
Nástupiště v nádraží San-tu-sien

## Stanice
| Název stanice            | Kilometráž | Provincie/oblast | Prefektura/kraj | Přestupy                                                                 |
| ------------------------ | ---------- | ---------------- | --------------- | ------------------------------------------------------------------------ |
| Kuej-jang sever 贵阳北   | -          | Kuej-čou         | Kuej-jang       | Metro v Kuej-jangu (linka 1)                                             |
| Kuej-jang východ 贵阳东  | 0          | Kuej-čou         | Kuej-jang       |                                                                          |
| Lung-tung-pao 龙洞堡     | 18         | Kuej-čou         | Kuej-jang       | Mezinárodní letiště Kuej-jang Lung-tung-pao Metro v Kuej-jangu (linka 2) |
| Lung-li sever 龙里北     | 42         | Kuej-čou         | Čchien-nan      |                                                                          |
| Kuej-ting-sien 贵定县    | 70         | Kuej-čou         | Čchien-nan      |                                                                          |
| Tu-jün východ 都匀东     | 116        | Kuej-čou         | Čchien-nan      |                                                                          |
| San-tu-sien 三都县       | 142        | Kuej-čou         | Čchien-nan      |                                                                          |
| Žung-ťiang 榕江          | 217        | Kuej-čou         | Čchien-tung-nan |                                                                          |
| Cchung-ťiang 从江        | 274        | Kuej-čou         | Čchien-tung-nan |                                                                          |
| San-ťiang jih 三江南     | 326        | Kuang-si         | Liou-čou        |                                                                          |
| Wu-tchung 五通           | 394        | Kuang-si         | Kuej-lin        |                                                                          |
| Kuej-lin západ 桂林西    | 413        | Kuang-si         | Kuej-lin        |                                                                          |
| Jang-šuo 阳朔            | 478        | Kuang-si         | Kuej-lin        |                                                                          |
| Kung-čcheng 恭城         | 512        | Kuang-si         | Kuej-lin        |                                                                          |
| Čung-šan západ 钟山西    | 572        | Kuang-si         | Che-čou         |                                                                          |
| Che-čou 贺州             | 596        | Kuang-si         | Che-čou         |                                                                          |
| Chuaj-ťi 怀集            | 686        | Kuang-tung       | Čao-čching      |                                                                          |
| Kuang-ning 广宁          | 732        | Kuang-tung       | Čao-čching      |                                                                          |
| Čao-čching východ 肇庆东 | 781        | Kuang-tung       | Čao-čching      |                                                                          |
| San-šuej jih 三水南      | 806        | Kuang-tung       | Fo-šan          |                                                                          |
| Fo-šan západ 佛山西      | 824        | Kuang-tung       | Fo-šan          | Metro ve Fo-šanu (linka 3, 4) (ve výstavbě)                              |
| Kanton jih 广州南        | 857        | Kuang-tung       | Kanton          | Metro v Kantonu (linka 2, 7, 22) Metro ve Fo-šanu (linka 2)              |